# تامست
تامست (به عربی: تامست) یک شهرداری در الجزایر است که در ناحیه فنوغیل واقع شده‌است. تامست ۸٬۲۶۶ نفر جمعیت دارد و ۲۴۰ متر بالاتر از سطح دریا واقع شده‌است.